# Rebelião Hōgen
A Rebelião de Hōgen (保元の乱, Hōgen no ran, 28 de julho — 16 de agosto de 1156) foi uma pequena guerra civil travada para resolver uma disputa sobre a sucessão imperial do Japão. O confronto incidiu também sobre o controle exercido pelo clã Fujiwara nos cargos de Sekkan (regente imperial) durante o período Heian da história do Japão.
A Rebelião Hōgen produziu uma serie de consequências inesperadas, como por exemplo a hegemonia dos clãs samurais (Minamoto e Taira) que viria a ser estabelecida e dariam origem às Guerras Genpei e ao Período Kamakura.

## Contexto
A luta pelo poder na corte imperial em 1155 estava centrada em três figuras. Depois que os Imperadores Toba e Sutoku abdicaram, continuaram a exercer vários tipos de poder por trás do trono durante o reinado do Imperador Konoe ; no entanto, quando o jovem Konoe morreu, a dinâmica das facções mudou.
Em 23 de agosto de 1155 (no 24º dia do sétimo mês do 2º ano de Kyūju): No 14º ano do reinado de Konoe-tennō (近衛天皇14年), o imperador morreu; e depois da disputa que se seguiu sobre quem deveria sucede-lo como soberano, saiu vitorioso um irmão mais novo, o quarto filho do Imperador Toba, o  Príncipe Imperial Masahito (雅仁親王, [[[1127]]-1192] Erro: {{japonês}}: texto da transliteração contém caractere não latino (pos 17) (ajuda)), o proclamado Imperador Go-Shirakawa.
Quando Go-Shirakawa ascendeu ao trono do crisântemo, uma nova fase dessa luta de poder multi-facetada começou a se desenrolar. Uma disputa acirrada entre dois dos filhos de Toba foi acompanhada por divisões dentro dos diversos Clãs do Japão. Toba forçara um de seus filhos a abdicar em favor do filho de outra consorte. Depois de 1142, Sutoku nutria a expectativa de que seu filho iria suceder Konoe no trono. Mas as esperanças de Sutoku foram frustrados pela elevação de outro irmão, que se tornaria conhecido como Go-Shirakawa.

## Combate
Em 20 de julho de 1156 (segundo dia do 7º mês do 1º ano de Hōgen) Toba morre aos 54  anos de idade. Após a morte do Toba,  Sutoku contestou a sucessão de Go-Shirakawa e conclamou aliados para derrubá-lo.
Fujiwara no Tadamichi, primeiro filho do Kanpaku (regente) Fujiwara no Tadazane , ficou do lado de Go-Shirakawa, enquanto seu irmão mais novo Fujiwara no Yorinaga apoiou Sutoku. Cada lado rival, por sua vez chamou os  clãs de samurais  Minamoto e Taira. Minamoto no Tameyoshi , líder dos Minamoto e Taira no Tadamasa apoiaram Sutoku e Yorinaga enquanto do outro lado, Minamoto no Yoshitomo , primeiro filho deTameyoshi, e Taira no Kiyomori, líder dos Taira e sobrinho de Tadamasa, ficaram do lado de Go-Shirakawa e Tadamichi.
Em 28 de julho de 1156 (10º dia do 7º mês do 1º ano de Hōgen) ambas as forças se enfrentaram em Kyoto . Do lado de Sutoku, Minamoto no Tametomo (filho de Tameyoshi) sugeriu um ataque noturno ao palácio inimigo, mas Yorinaga rejeitou esta estratégia. Enquanto isso, o inimigoYoshitomo sugeria o mesmo.
Na noite de 29 de julho de 1156 (11º dia do 7º mês do 1º ano de Hōgen), Kiyomori e Yoshitomo lideraram 600 tropas de cavalaria e atacaram o palácio de Sutoku. Kiyomori atacou o portão Oeste, defendido por Tametomo. Tametomo repulsou as forças de Kiyomori com seus arqueiros. Então foi a vez de Yoshitomo atacar Tametomo mas também foi repelido. Os samurais de Sutoku resistiram muito, e a batalha continuou com mais ferocidade. Yoshitomo sugeriu que ateassem fogo no palácio inimigo. O que foi feito e tendo de enfrentar, tanto as chamas como  as forças de Go-Shirakawa, os samurai de Sutoku não conseguiram resistir e fugiram, deixando os aliados de Go-Shirakawa vitorioso no campo de batalha.

## Resultado
As forças do Imperador Go-Shirakawa derrotaram as forças do ex-imperador Sutoku. Isso abriu caminho para Go-Shirakawa abdicar mas continuar a exercer poderes imperiais sem restrições. Go-Shirakawa tornou-se o novo imperador de clausura em 1158, e continuará a exercer seu poder durante os reinados de cinco imperadores: Imperador Nijo , Imperador Rokujo , Imperador Takakura , Imperador Antoku e Imperador Go-Toba. Sua influência só cessou com a sua morte em 1192. Sutoku foi banido para Província de Sanuki em Shikoku ; Fujiwara no Yorinaga foi morto em batalha, e Minamoto no Tameyoshi e Taira no Tadamasa foram executados. Minamoto no Tametomo sobreviveu à batalha, mas foi forçado a fugir. Minamoto no Yoshitomo tornou-se chefe de seu clã depois da morte de seu pai e, juntamente com Taira no Kiyomori, conseguiram estabelecer os dois clãs samurais como os novos poderes políticos principais em Kyoto.

## Legado
O resultado da Rebelião Hōgen foi o aumento da rivalidade estabelecida entre os clãs Minamoto e Taira que desembocaram na Rebelião Heiji em 1159.
O épico do Período Kamakura,  Os Contos de Hōgen (保元物語, Hōgen monogatari)  fala sobre as façanhas dos samurais que participaram da Rebelião Hōgen. Em conjunto com Os Contos de Heiji (平治物語, Heiji monogatari)  e o Os Contos de Heike (平家物語, Heike monogatari) , essas histórias de guerra (軍記物語, Gunki monogatari) descrevem a ascensão e queda dos clãs samurai Minamoto e Taira